# Digenethle spilophora
Digenethle spilophora är en skalbaggsart som beskrevs av Raffaello Gestro 1879. Digenethle spilophora ingår i släktet Digenethle och familjen Cetoniidae. Utöver nominatformen finns också underarten D. s. nigerrima.